# 19 (عدد)
19 (تسعة عشر) هو عدد صحيح يلي العدد 18 ويسبق العدد 20 وهو عدد طبيعي موجب، وهو عدد أولي.

## في الرياضيات
- هو والعدد 17 يعتبران عددان أوليان توأم.

## في العلوم
- العدد الذري للبوتاسيوم

## في الدين

### في الإسلام
ذكر الرقم تسعة عشر في القرآن مرة واحدة، في الآية القائلة: ﴿عَلَيْهَا تِسْعَةَ عَشَرَ ۝٣٠﴾ [المدثر:30].
ذكر في القرآن. عدد الملائكة الذين يحرسون جهنم مصداقا لقوله تعالى «عَلَيْهَا تِسْعَةَ عَشَرْ».
بينما يختلف كثيرون حول ذلك التفسير بعدما ظهر جليا أن للعدد 19 خصوصية في القرآن الكريم .وأن مفتاح العدد 19 هو الآية الأولى في كتاب الله وهي : ( بِسْمِ ٱللَّهِ ٱلرَّحْمَـٰنِ ٱلرَّحِيمِ ) [الفاتحة:1].فتلك الآيه مكونة من 19 حرفًا، ومكونة من 4 كلمات كل كلمة منها لها علاقة بالعدد 19
وحيث أن الآية الأولى كانت هي المفتاح لخصوصية العدد 19 فإن الآيات من(30-37)في سورة المدثر هي الباب المؤدي لرؤيةالإعجاز اللغوي في القرأن الكريم والهدف منه، والذي يعتمد على العدد 19 كمؤشر يدلنا على التوازنات والتكاملات في الجمل والنصوص القرآنية (الآيات).
وعند حساب القيم العددية للحروف المكونة لهذا النص : ( عَلَيْهَا تِسْعَةَ عَشَرَ ﴿٣٠﴾ ) = 114 =19×6 وَمَا جَعَلْنَآ أَصْحَـٰبَ ٱلنَّارِ إِلَّا مَلَـٰٓئِكَةًۭ ۙ وَمَا جَعَلْنَا عِدَّتَهُمْ إِلَّا فِتْنَةًۭ لِّلَّذِينَ كَفَرُوا۟ لِيَسْتَيْقِنَ ٱلَّذِينَ أُوتُوا۟ ٱلْكِتَـٰبَ وَيَزْدَادَ ٱلَّذِينَ ءَامَنُوٓا۟ إِيمَـٰنًۭا ۙ وَلَا يَرْتَابَ ٱلَّذِينَ أُوتُوا۟ ٱلْكِتَـٰبَ وَٱلْمُؤْمِنُونَ ۙ وَلِيَقُولَ ٱلَّذِينَ فِى قُلُوبِهِم مَّرَضٌۭ وَٱلْكَـٰفِرُونَ مَاذَآ أَرَادَ ٱللَّهُ بِهَـٰذَا مَثَلًۭا ۚ كَذَ‌ٰلِكَ يُضِلُّ ٱللَّهُ مَن يَشَآءُ وَيَهْدِى مَن يَشَآءُ ۚ وَمَا يَعْلَمُ جُنُودَ رَبِّكَ إِلَّا هُوَ ۚ وَمَا هِىَ إِلَّا ذِكْرَىٰ لِلْبَشَرِ ﴿٣١﴾ = 1526 كَلَّا وَٱلْقَمَرِ ﴿٣٢﴾ = 47 وَٱلَّيْلِ إِذْ أَدْبَرَ ﴿٣٣﴾ = 68 وَٱلصُّبْحِ إِذَآ أَسْفَرَ ﴿٣٤﴾ = 113 إِنَّهَا لَإِحْدَى ٱلْكُبَرِ ﴿٣٥﴾ =80نَذِيرًۭا لِّلْبَشَرِ ﴿٣٦﴾ = 77 لِمَن شَآءَ مِنكُمْ أَن يَتَقَدَّمَ أَوْ يَتَأَخَّرَ ﴿٣٧﴾ = 160 وهكذا فالقيمة العددية للنص كاملًا هي :114+1526+47+68+113+80+77+160+= (2185)وهذه القيمة من المضاعفات التامة للعدد (19) دون زياده أو نقصان 2185 = 19 × 115فما هما هذان العددان : 19، 115 ؟العدد 19 هو أساس المعجزة ومفتاحها وهو مجموع حروف الآية الكريمة .. (بِسْمِ ٱللَّهِ ٱلرَّحْمَـٰنِ ٱلرَّحِيمِ).والعدد 115 هو القيمة العددية لحروف هذه الآية الكريمة (بِسْمِ ٱللَّهِ ٱلرَّحْمَـٰنِ ٱلرَّحِيمِ)= 115 فالقيمة العددية لهذا النص هو نفسه الباب الذي ترى منه هذه المعجزة والهدف منها.ولو عدنا إلى الايةالكريمة في بداية النص المصور لباب هذه المعجزة وهي الآية التي تصور أساس المعجزة لرأينا قيمتهاالعددية من مضاعفات العدد 19 ومطابقة تمامًا لعدد سور القرآن الكريم .( عَلَيْهَا تِسْعَةَ عَشَرَ ﴿٣٠﴾ ) = 114 =19×6 = عدد سور القرآن الكريم.}}

### البهائية
يمكن اعتبار الرقم 19 هو رقمًا مقدسًا في الديانة البهائية من عدة أوجه:
1. السنة عندهم تتكون من 19 شهرًا، كلٌ منها مكون من 19 يومًا، فتكون السنة بذلك 361، ولأنهم يعتمدون التقويم الشمسي، تُضاف عدة أيام في السنة (أربعة للبسيطة، وخمسة للكبسية) تُسمّى الأيام الزائدة، أو أيام الضيافة، لأنهم يستضيفون فيها الآخرين.
2. يحل الصوم عندهم في الشهر التاسع عشر، بعد الأيام الزائدة.
3. الزكاة عندهم 19% من صافي الربح.